# Chesham Bois
Chesham Bois – wieś w Anglii, w hrabstwie Buckinghamshire, w dystrykcie (unitary authority) Buckinghamshire. Leży 39 km na północny zachód od centrum Londynu. W 2001 miejscowość liczyła 3013 mieszkańców.